# Huba
Huba je bilo v fevdalizmu posestvo, dovolj veliko, da je na njem lahko preživela ena družina. Njena velikost je bila odvisna od deleža površin, primernih za obdelovanje na območju, največkrat je znašala med 15 in 20 ha. Predstavljala je tudi enoto za obdavčitev.
V srednjeveški Nemčiji je bila huba kolonizacijska enota, velika približno 50 ha, ki jo je fevdalcu v upravljanje podelil kralj, ko je zasedel novo ozemlje.